# 共青城市
共青城市（きょうせいじょう-し）は中華人民共和国江西省九江市に位置する県級市。以前の共青城開放開発区。中国共産主義青年団の名前を冠にした唯一の都市である。

## 行政区画
- 街道:茶山街道
- 鎮:甘露鎮、江益鎮
- 郷:金湖郷、蘇家壋郷、沢泉郷

## 交通

### 鉄道
- 中国鉄路総公司
  - 昌九都市間鉄道、京九線
    - 共青城駅

### 道路
- 高速道路
  - 福銀高速道路
- 国道
  - G105国道